# Efraín Orbegozo Rodríguez
'Efraín Orbegoso Rodríguez fue un político peruano. Fue Ministro de Educación durante el primer gobierno de Alan García entre 1989 y 1990.
Nació en la provincia de Otuzco, departamento de la Libertad, el 29 de enero de 1921, hijo de Elcira Rodríguez Figueroa e Ismael Orbegozo Polo. Realizó sus estudios en el Colegio Seminario San Carlos y San Marcelo de la ciudad de Trujillo. Se casó con Olga Montalva Poggi, enviudó muy joven y junto a sus obligaciones profesionales se dedicó al cuidado de sus hijos.
Escribió diversos Ensayos, artículos en revistas, diarios peruanos y extranjeros, elaboró mapas y trabajos para entidades extranjeras y político peruano. Miembro del Partido Aprista Peruano, fue Ministro de Educación del Perú desde agosto de 1989 hasta mayo de 1990. Murió el 17 de julio de 2006.